# Криевукалнс
Криевукалнс (также Krīvukalns, Radikalns) — холм в Эмбутской волости Южно-Курземского края, наивысшая точка Западной Курземской возвышенности. Находится на Эмбутском всхолмлении, в 2,5 км к юго-западу от Эмбуте.
Относительная высота горы около 20 м. Длина 1,5 км, ширина 1 км, образована деформированными слоями песка и гравия, в верхней части — песчано-глинистого.
Рядом с вершиной холма (184,8 м над уровнем моря) проходит региональная автодорога P106 Эзере — Эмбуте — Гробиня, поэтому гору трудно распознать. Поля на вершине холма, склоны лесистые.
В древности это было важное место священного культа; наверху плоский квадратный камень. Предположительно, название произошло от преобразования названия древних жрецов — кривов.